# Harold Solomon
Harold Solomon (* 17. září 1952, Washington) je bývalý americký tenista židovského původu. Jeho maximem na žebříčku ATP bylo páté místo v září 1980. Svého největšího úspěchu dosáhl roku 1976, když se probojoval do finále pařížského grandslamu, kde pak podlehl Italovi Adriano Panattovi. Na ostatních grandslamech se mu dařilo nejvíce doma na US Open, kde se roku 1977 probil do semifinále. Vedle toho vyhrál 22 turnajů. Ve čtyřhře byl roku 1976 světovou čtyřkou. Se svým deblovým partnerem Eddie Dibbsem byli přezdíváni "The Bagel Twins". Připisuje se mu rozšíření slangového označení "bagel" pro čistou sadu (6-0) v angličtině. S americkým daviscupovým týmem Davisův pohár dvakrát vyhrál (1972, 1978), celkem v Davis Cupu zaznamenal 9 výher a 4 prohry. Za svou kariéru vydělal na turnajích 1,8 milionu dolarů. Roku 2004 byl uveden do Židovské sportovní síně slávy. Po skončení hráčské kariéry vybudoval tréninkové centrum ve Fort Lauderdale na Floridě. Osobně vedl Jennifer Capriatiovou, Mary Joe Fernandezovou, Šachar Pe'erovou, Eugenie Bouchardovou, Jima Couriera, Moniku Selešovou nebo Annu Kournikovovou.  